# Gorosso
Gorosso é uma vila da Comuna rural de Golonianasso, na circunscrição de Cutiala, na região de Sicasso ao sul do Mali.

## História
Em 1898, Bala de Tieré, que estavam em revolta contra o fama Babemba Traoré (r. 1893–1898) do Reino de Quenedugu, se instalou em Gorosso e organizou uma força de combate contra o exército do fama. Após sufocar a revolta em Tieré, Queletigui e Cafeleamadu marcharam em direção a Gorosso a partir de onde seguiram viagem em direção a Sanssoni, Tionsso, Songuela, Fonfana e Duguolo.